# Buenavista, Elota
Buenavista är en ort i Mexiko.   Den ligger i kommunen Elota och delstaten Sinaloa, i den centrala delen av landet, 900 km nordväst om huvudstaden Mexico City. Buenavista ligger 52 meter över havet och antalet invånare är 209.
Terrängen runt Buenavista är platt åt sydväst, men åt nordost är den kuperad. Runt Buenavista är det mycket glesbefolkat, med 4 invånare per kvadratkilometer. Närmaste större samhälle är La Cruz, 17,1 km väster om Buenavista. I omgivningarna runt Buenavista växer huvudsakligen savannskog.